# Binnenkomst in de atmosfeer

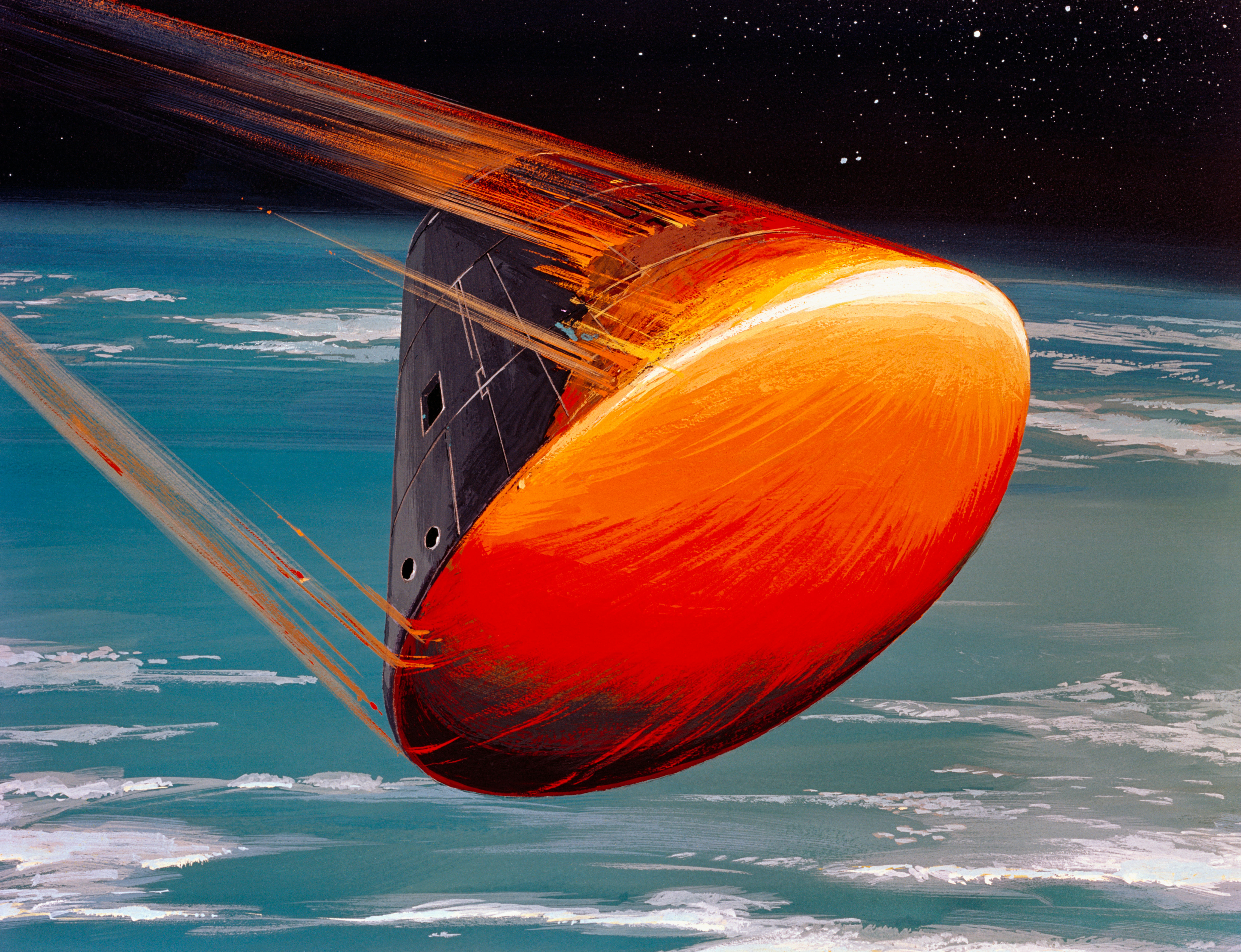
Artistieke impressie van de Command Module van de Apollo als die onder een relatief grote hoek de atmosfeer binnengaat

Binnenkomst in de atmosfeer (Engels: atmospheric entry) betreft onder meer terugkeer in de atmosfeer (Engels: re-entry into the atmosphere), de terugkeer van door de mens vervaardigde voorwerpen in de atmosfeer van de aarde, en kan daarnaast betrekking hebben op het binnengaan van de atmosfeer van een andere planeet, of de binnenkomst in de aardse atmosfeer van voorwerpen van buiten, zoals een meteoroïde.
In het eerste geval gaat het meestal om de terugkeer van kunstsatellieten of onderdelen daarvan vanuit een aardbaan. Of om delen van ballistische projectielen die boven het gebied geweest zijn dat men als de grens van de atmosfeer definieert. Het meest in het oog springende verschijnsel hierbij is de verwarming door het tot plasma samendrukken van het atmosfeergas.

## Geschiedenis
De technologie die nodig is om voorwerpen intact terug in de aardatmosfeer te brengen is aanvankelijk ontwikkeld door de VS en de Sovjet-Unie tijdens de Koude Oorlog, voor kernwapens na transport met intercontinentale ballistische raketten over grote afstand. Het probleem hierbij was de kinetische energie van een kernkop, die in principe voldoende is om hem bij terugkeer in de atmosfeer te laten verdampen (waarbij het radioactieve materiaal niet wordt vernietigd, wel wordt verspreid).
Ook de ruimtewedloop tussen de grootmachten om een mens in de ruimte en weer terug te brengen was een stimulans voor onderzoek op dit gebied.

## Techniek

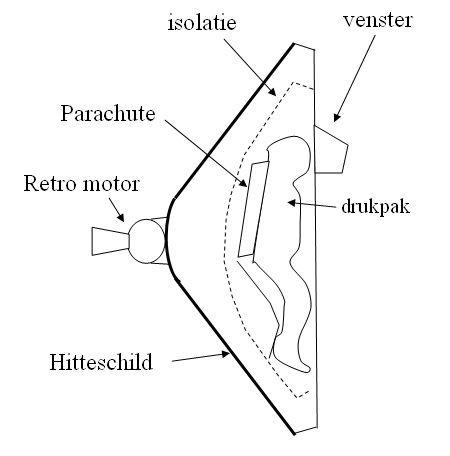
GE reddings capsule. Voorbeeld van een ontwerp (nooit getest) voor een ontsnappingsysteem om tot drie personen vanuit een aardbaan te laten terugkeren naar de aarde. Positionering middels gasstraaltjes voor het afvuren van de remraket (retro motor) zou handmatig zijn; vandaar het uitkijkpaneel. De remraket zou werken op vaste brandstof. General Electric, diameter 3 m, massa 420 kg.

De oplossing voor het probleem om de optredende hitte van plasmavorming te overleven werd gevonden in het principe van het afbladderende hitteschild (ablative heat shield), zoals dat voor het eerst door Robert Goddard (1920) beschreven werd.

### Het “Blunt Body”-principe
H. J. Allen, A.J. Eggers van NACA (De voorganger van NASA) ontdekten in 1952 dat een niet-gestroomlijnd lichaam (Engels blunt, bot of stomp) een effectief hitteschild mogelijk zou maken. Zij toonden aan dat de warmtebelasting op een lichaam dat de atmosfeer binnenkomt geringer wordt naarmate de weerstandscoëfficiënt van dat lichaam toeneemt. Het werkzame principe hierbij is dat de lucht aan de voorzijde van het object niet snel genoeg weg kan en aldus een isolerende werking heeft. Heet atmosfeergas blijft dan in hoge mate vrij van het object en wordt naar de atmosfeer rond het object afgevoerd.
Allens en Eggers' vinding was aanvankelijk militair geheim maar werd in 1958 gepubliceerd. Het ontwerp van de hitteschilden van Mercury-, Gemini- en Apollo-ruimtecapsules was op de “Blunt body”-theorie gebaseerd.

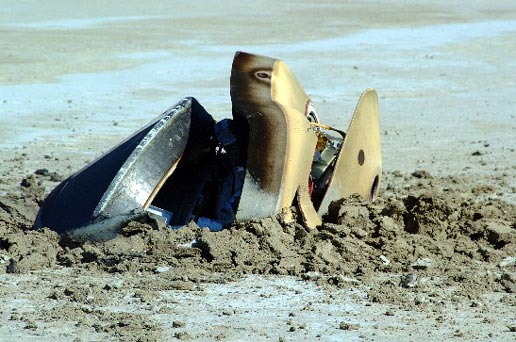
Resten van Genesis na neerstorten

## Ongelukken en incidenten
- Mercury 6
- Voschod 2 — Servicemodule kwam niet los, maar de bemanning bleef in leven
- Sojoez 1
- Sojoez 5 — Servicemodule kwam niet los, maar de bemanning bleef in leven.
- Sojoez 11 — Te vroege drukverlaging leidde tot de dood van de bemanning.
- Mars Polar Lander
- Spaceshuttle Columbia
- Genesis

## Geheim
De ontwikkeling van re-entry-techniek was buitengewoon kostbaar, maar werd als noodzakelijk beschouwd vanwege het militaire belang ten tijde van de Koude Oorlog. Met betrekking tot dit gebied van re-entry-techniek wordt wel gesproken over een “onzichtbare barrière” tussen algemeen beschrijvende informatie voor didactische doelen enerzijds en in de praktijk toepasbare informatie anderzijds. Er wordt gemeld dat op praktische informatie over dit onderwerp moeilijk de hand te leggen is, of dat specifieke brokken informatie niet meer bestaan – ondanks het feit dat de kosten om die informatie te vergaren aanzienlijk zijn geweest.